# Лука (Самборский район)
Лука (укр. Лука) — село в Новокалиновской городской общине Самборского района Львовской области Украины.
Население по переписи 2001 года составляло 333 человека. Занимает площадь 9,5 км². Почтовый индекс — 81472. Телефонный код — 3236.

## История
В 2000 г. селу Озёрное возвращено историческое название Лука.